# بوباکار دمبله
بوباکار دمبله (انگلیسی: Boubacar Dembélé؛ زادهٔ ۱ مارس ۱۹۸۲) بازیکن فوتبال اهل مالی است.
از باشگاه‌هایی که در آن بازی کرده‌است می‌توان به باشگاه فوتبال لو آور اشاره کرد.